# Grécia nos Jogos Olímpicos de Verão de 1948
A Grécia participou dos  Jogos Olímpicos de Verão de 1948 em Londres, no Reino Unido. Nesta edição o país não teve medalhistas.